# Кузін Роман Сергійович
Рома́н Сергі́йович Ку́зін — сержант Збройних сил України, учасник російсько-української війни, що трагічно загинув під час російського вторгнення в Україну в 2022 році.

## Біографія
Ветеран фанатського руху донецького «Шахтаря».
Загинув у боях з російськими окупантами під час оборони Маріуполя.
26.03.2022 під час виконання бойового завдання зазнав поранень, несумісних з життям.

## Нагороди
- Орден «За мужність» III ступеня (2022, посмертно) — за особисту мужність і самовіддані дії, виявлені у захисті державного суверенітету та територіальної цілісності України, вірність військовій присязі, зразкове виконання службового обов'язку.